# Yen militare giapponese
Lo yen militare giapponese (Cinese e giapponese: 日本軍用手票, anche abbreviato con 日本軍票 e con JMY, acronimo dell'inglese japanese military yen), è stato la valuta emessa per pagare i salari dei soldati dell'esercito e della marina imperiali giapponesi. Il governo imperiale giapponese cominciò a emettere lo yen militare durante la guerra russo-giapponese nel 1904. La valuta raggiunse il suo apice durante il periodo della guerra del Pacifico, quando l'amministrazione giapponese lo emise in modo esagerato in tutti i territori occupati. Durante la guerra, l'uso dello yen militare fu anche imposto alla popolazione locale come valuta ufficiale dei territori occupati. Poiché lo yen militare non era garantito da riserve auree e non aveva uno specifico luogo di emissione, non poteva essere cambiato in yen giapponesi. Costringere le popolazioni locali ad utilizzare ufficialmente tale valuta era uno dei modi con cui il Giappone poteva dominare le economie locali.

## Caratteristiche
Le serie iniziali dello yen militare replicavano i normali yen giapponesi con alcune piccole modifiche. Solitamente venivano sovrastampate delle sottili linee rosse per cancellare il nome "Bank of Japan" (日本銀行) e ogni testo relativo alla promessa di pagare il portatore con oro o argento. Un testo a grandi caratteri rossi indicava invece che la banconota era valuta militare ("軍用手票") in modo tale che non fosse confusa con i normali yen giapponesi.
Le ultime serie erano meno rozze, con le modifiche ai disegni fatte direttamente sulle matrici di stampa.
All'inizio degli anni quaranta il governo giapponese emise yen militari dal disegno particolare, che non erano simili agli yen giapponesi in circolazione, bensì avevano disegni di pavoni e dragoni. Tutte le ultime serie riportavano il seguente testo sul retro della banconota:
此票一到即換正面所開日本通貨. 如有偽造、變造、仿造、或知情行使者均應重罰不貸.
Il testo afferma che "Questa banconota è convertibile in valuta giapponese su presentazione. Punizioni severe saranno applicate a chiunque falsifichi o consapevolmente utilizzi tali banconote contraffatte."
Le prime emissioni non avevano numeri di serie ed erano emesse senza attenzione a eventuali effetti inflativi. Le ultime emissioni inizialmente riportavano i numeri di serie. Verso la fine della guerra, quando fu maggiore il bisogno di moneta per pagare il personale militare, le banconote furono emesse di nuovo senza numeri di serie.

## Introduzione dello yen militare a Hong Kong
In seguito alla resa dell'esercito britannico il 25 dicembre 1941, le autorità occupanti decretarono che lo yen militare fosse il mezzo legale di pagamento a Hong Kong a partire dal giorno successivo. L'occupazione giapponese rese inoltre illegale ogni utilizzo del dollaro di Hong Kong ponendo un termine temporale per poter cambiare i dollari in yen.
Quando lo yen militare fu introdotto il 26 dicembre 1941, il tasso di cambio con il dollaro di Hong Kong era di 2 dollari per 1 yen. Tuttavia, nel luglio 1942, tale rapporto divenne di 4 dollari per 1 yen.
Con i dollari provenienti dalla conversione l'esercito giapponese acquistò provviste e beni strategici nella vicina colonia portoghese neutrale di Macao.
Quando lo sforzo bellico del Giappone si fece più disperato, nel 1944, le autorità militari giapponesi a Hong Kong misero in circolazione una maggior quantità di yen militari, causando così fenomeni di iperinflazione.

## Lo yen militare nel dopoguerra
Dopo la comunicazione della resa incondizionata del Giappone il 15 agosto 1945, le banconote dello yen militare furono ritirate dall'autorità militare inglese. Tuttavia, sebbene ci fossero in circolazione circa 1,9 miliardi di yen, l'amministrazione militare giapponese ne distrusse intenzionalmente un quantitativo stimato in circa 700 milioni.
Il 6 settembre 1945 il Ministero delle Finanze giapponese annunciò l'annullamento di tutti gli yen militari. Da un giorno all'altro, gli yen militari divennero letteralmente inutili pezzi di carta per gli ex stati occupati.

## Sviluppi recenti
Il 13 agosto 1993 un'organizzazione di Hong Kong, al fine di ottenere un rimborso per gli yen militari, ha intrapreso un'azione legale contro il Giappone, citato in giudizio per la perdita di denaro subita quando gli yen militari sono stati annullati. Il 17 giugno 1999 un tribunale distrettuale di Tokyo ha emesso una sentenza contro il ricorrente, affermando che, nonostante il riconoscimento del danno subito dalla popolazione di Hong Kong, il Giappone non ha leggi specifiche in merito al risarcimento degli yen militari. Il governo giapponese ha utilizzato anche il Trattato di San Francisco, di cui il Regno Unito è uno stato firmatario, come uno dei motivi per negare l'indennizzo.